# Snowboard ai I Giochi olimpici giovanili invernali
Le gare di snowboard dei I Giochi olimpici giovanili invernali si sono svolte a Nordkette Innsbruck e a Kühtai, in Austria, dal 14 al 19 gennaio 2012. In programma 4 eventi.

## Calendario
| Ragazzi | Qualificazioni halfpipe | Halfpipe |  |  |  | Slopestyle | 2 |
| Ragazze | Qualificazioni halfpipe | Halfpipe |  |  |  | Slopestyle | 2 |
| Totale  |                         | 2        |  |  |  | 2          | 4 |

## Podi

### Ragazzi
| Evento                | Oro                       | Punteggio | Argento                    | Punteggio | Bronzo                   | Punteggio |
| Halfpipe (dettagli)   | Ben Ferguson Stati Uniti  | 93,25     | Tim-Kevin Ravnjak Slovenia | 86,75     | Taku Hiraoka Giappone    | 84,25     |
| Slopestyle (dettagli) | Michael Ciccarelli Canada | 94,25     | Ben Ferguson Stati Uniti   | 90,25     | David Hablützel Svizzera | 87,50     |

### Ragazze
| Evento                | Oro                     | Punteggio | Argento                  | Punteggio | Bronzo                    | Punteggio |
| Halfpipe (dettagli)   | Hikaru Ohe Giappone     | 96,25     | Arielle Gold Stati Uniti | 90,00     | Lucile Lefevre Francia    | 82,25     |
| Slopestyle (dettagli) | Audrey McManiman Canada | 84,25     | Arielle Gold Stati Uniti | 71,75     | Alexandra Fitch Australia | 69,75     |

## Medagliere
| Posizione | Paese       | Oro | Argento | Bronzo | Totale |
| --------- | ----------- | --- | ------- | ------ | ------ |
| 1         | Canada      | 2   | 0       | 0      | 2      |
| 2         | Stati Uniti | 1   | 3       | 0      | 4      |
| 3         | Giappone    | 1   | 0       | 1      | 2      |
| 4         | Slovenia    | 0   | 1       | 0      | 1      |
| 5         | Australia   | 0   | 0       | 1      | 1      |
| 5         | Francia     | 0   | 0       | 1      | 1      |
| 5         | Svizzera    | 0   | 0       | 1      | 1      |
| Totale    | Totale      | 4   | 4       | 4      | 12     |